# 小行星9509
小行星9509（9509 Amfortas）是一颗绕太阳运转的小行星，为主小行星带小行星。该小行星于1977年10月16日发现。
小行星9509以德國作曲家理察·華格納的歌劇《帕西法爾》的登場角色安佛塔斯命名。

## 轨道参数
小行星9509的轨道半长轴为2.3162148 UA，离心率为0.151。